# Universitatea Columbia
Universitatea Columbia este o universitate particulară din New York. A fost fondată în 1754 sub numele de King's College (Colegiul Regal). După revoluția americană, când și-a redeschis porțile în 1784, a primit numele de Colegiul Columbia. A devenit Universitatea Columbia în 1912. Columbia University (cunoscută și sub numele de Columbia și oficial sub numele de Columbia University din New York) este o universitate privată de cercetare Ivy League din New York City. Înființată în 1754 pe terenul Bisericii Trinity din Manhattan, Columbia este cea mai veche instituție de învățământ superior din New York și a cincea cea mai veche instituție de învățământ superior din Statele Unite. Este unul dintre cele nouă colegii coloniale fondate înainte de Declarația de Independență, dintre care șapte aparțin Ligii Ivy. Columbia este clasată printre universitățile de top din lume după publicațiile majore de educație.
Columbia a fost stabilit ca Kings College prin carta regală de la regele George al II-lea al Marii Britanii în reacție la fondarea Princeton College. A fost redenumit Columbia College în 1784, după Revoluția Americană, iar în 1787 a fost plasat sub un consiliu de administrație privat condus de foști studenți Alexander Hamilton și John Jay. În 1896, campusul a fost mutat în locația actuală din Morningside Heights și a fost redenumit Universitatea Columbia. 
Oamenii de știință și cercetătorii din Columbia au jucat un rol important în descoperirile științifice, inclusiv interfața creier-computer; laserul și maserul;  rezonanță magnetică nucleară;  prima grămadă nucleară; prima reacție de fisiune nucleară din America; primele dovezi ale tectonicii plăcilor și ale derivei continentale; și o mare parte din cercetările inițiale și planificarea pentru Proiectul Manhattan în timpul celui de-al doilea război mondial. Columbia este organizată în douăzeci de școli, inclusiv patru școli universitare și 15 școli postuniversitare. Eforturile de cercetare ale universității includ Observatorul Pământului Lamont – Doherty, Institutul Goddard pentru Studii Spațiale și laboratoare de accelerare cu firme majore de tehnologie, cum ar fi IBM.  Columbia este membru fondator al Asociației Universităților Americane și a fost prima școală din Statele Unite care a acordat diploma de doctor. Cu peste 14 milioane de volume, Biblioteca Universității Columbia este a treia cea mai mare bibliotecă privată de cercetare din Statele Unite. 
Dotarea universității se ridică la 11,26 miliarde de dolari în 2020, printre cele mai mari instituții academice. În octombrie 2020, absolvenții, facultățile și personalul din Columbia au inclus: cinci părinți fondatori ai Statelor Unite - printre care un coautor al Constituției Statelor Unite și un coautor al Declarației de Independență; trei președinți americani; 29 șefi de stat străini; zece judecători ai Curții Supreme a Statelor Unite, dintre care unul servește în prezent; 96 de laureați ai Nobel; cinci medaliști Fields; 122 membri ai Academiei Naționale de Științe; 53 de miliardari vii; unsprezece medaliați olimpici; 33 de câștigători ai Premiului Academiei; și 125 de laureați ai Premiului Pulitzer.